# Освајачи медаља на европским првенствима у атлетици у дворани — бацање кугле за жене
Освајачице медаља на европским првенствима у атлетици у дворани у дисциплини бацања кугле у женској конкуренцији, која је на програму од првог Европског првенства у Бечу 1970. приказане су у следећој табели са постигнутим резултатима, рекордима и билансом освојених медаља по земљама и појединачно у овој дисциплини. Резултати су приказни у метрима. У укупном збиру медаља урачунате су и медаље са четири такмичења у бацању кугле на Европским играма у дворани од 1966. до 1969.
Најуспешнији појединац после 37 европских првенстава је Хелена Фибингерова из Чехословачке са 11 освојених медаља од који су 8 златне и 3 сребрне. Код земаља најспешнја је исто Чехословачка са укупно 12 медаља од којих је 11 златних, 2 сребрне и 1 бронзана. Источна Немачка је освојила највише медаља 27 (5 златних, 10 сребрних и 12 бронзаних).
Рекорд европских првенстава у дворани држи Хелена Фибингерова из Чехословачке са 21,46 метара који је остварила у финалу бацања кугле на 8. Европском првенству у Сан Себастијану 13. марта 1977.

## Освајачице медаља на европским играма у дворани
| Европске игре |                                  | Резултат  |                               | Резултат |                                  | Резултат |
| Дортмунд 1966 | Маргита Гимел Источна Немачка    | 17,30 РЕП | Тамара Прес · Совјетски Савез | 17,00    | Надежда Чижова · Совјетски Савез | 16,95    |
| Праг 1967     | Надежда Чижова · Совјетски Савез | 17,44 РЕП | Иванка Христова Бугарска      | 16,55    | Марија Чорбова · Бугарска        | 16,23    |
| Мадрид 1968   | Надежда Чижова · Совјетски Савез | 18,18 РЕП | Маргита Гимел Источна Немачка | 17,62    | Марита Ланге Источна Немачка     | 17,19    |
| Београд 1969  | Марита Ланге Источна Немачка     | 17,52     | Иванка Христова Бугарска      | 16,94    | Ингеборг Фридрих Источна Немачка | 16,42    |

## Освајачице медаља на европским првенствима у дворани
| Европско првенство          |                                    | Резултат             |                                    | Резултат |                                   | Резултат |
| Беч 1970. детаљи            | Надежда Чижова Совјетски Савез     | 18,80 СРд, ЕРд, РЕПд | Ханелоре Фридел Источна Немачка    | 18,39    | Марита Ланге Источна Немачка      | 18,09    |
| Софија 1971. детаљи         | Надежда Чижова Совјетски Савез     | 19,70 СРд, ЕРд, РЕПд | Маргита Гимел Источна Немачка      | 19,50    | Антонина Иванова Совјетски Савез  | 18,69    |
| Гренобл 1972. детаљи        | Надежда Чижова Совјетски Савез     | 19,41                | Антонина Иванова Совјетски Савез   | 18,54    | Маријана Адам Источна Немачка     | 18,30    |
| Ротердам 1973. детаљи       | Хелена Фибингерова Чехословачка    | 19,08                | Лудвика Хевињска Пољска            | 18,29    | Антонина Иванова Совјетски Савез  | 18,25    |
| Гетеборг 1974. детаљи       | Хелена Фибингерова Чехословачка    | 20,75 СРд, ЕРд, РЕПд | Надежда Чижова Совјетски Савез     | 20,62    | Маријане Адам Источна Немачка     | 19,70    |
| Катовице 1975. детаљи       | Маријана Адам Источна Немачка      | 20,05                | Хелена Фибингерова Чехословачка    | 19,97    | Иванка Христова Бугарска          | 19,35    |
| Минхен 1975. детаљи         | Иванка Христова Бугарска           | 20,45                | Светлана Крачевска Совјетски Савез | 20,06    | Илона Шокнехт Источна Немачка     | 19,36    |
| Сан Себастијан 1977. детаљи | Хелена Фибингерова Чехословачка    | 21,46 РЕПд           | Илона Слупјанек Источна Немачка    | 21,12    | Ева Вилмс Западна Немачка         | 20,87    |
| Милано 1978. детаљи         | Хелена Фибингерова Чехословачка    | 20,67                | Маргита Дрозе Источна Немачка      | 19,77    | Ева Вилмс Западна Немачка         | 19,24    |
| Беч 1979. детаљи            | Илона Слупјанек Источна Немачка    | 21,01                | Маријане Адам Источна Немачка      | 20,11    | Џуди Оукс Уједињено Краљевство    | 15,66    |
| Зинделфинген 1980. детаљи   | Хелена Фибингерова Чехословачка    | 19,92                | Ева Вилмс Западна Немачка          | 19,66    | Беатрикс Филип Западна Немачка    | 17,59    |
| Гренобл 1981. детаљи        | Илона Слупјанек Источна Немачка    | 20,77                | Хелена Фибингерова Чехословачка    | 20,64    | Хелма Кноршајт Источна Немачка    | 20,12    |
| Милано 1982. детаљи         | Вержинија Веселинова Бугарска      | 20,19                | Хелена Фибингерова Чехословачка    | 19,24    | Наталија Лисовска Совјетски Савез | 18,50    |
| Будимпешта 1983. детаљи     | Хелена Фибингерова Чехословачка    | 20,61                | Хелма Кноршајт Источна Немачка     | 20,35    | Здењка Шихлава Чехословачка       | 19,56    |
| Гетеборг 1984. детаљи       | Хелена Фибингерова Чехословачка    | 20,24                | Клаудија Лош Западна Немачка       | 20,23    | Хајди Кригер Источна Немачка      | 20,18    |
| Пиреј 1985. детаљи          | Хелена Фибингерова Чехословачка    | 20,85                | Клаудија Лош Западна Немачка       | 20,59    | Хелке Хартвиг Источна Немачка     | 19,93    |
| Мадрид 1986. детаљи         | Клаудија Лош Западна Немачка       | 20,48                | Хајди Кригер Источна Немачка       | 20,21    | Михаела Логин Румунија            | 19,07    |
| Лијевен 1987. детаљи        | Наталија Ахрименко Совјетски Савез | 20,64                | Хајди Кригер Источна Немачка       | 20,02    | Хелке Хартвиг Источна Немачка     | 20,00    |
| Будимпешта 1988. детаљи     | Клаудија Лош Западна Немачка       | 20,39                | Лариса Пелешенко Совјетски Савез   | 20,23    | Катрин Најмке Источна Немачка     | 20,20    |
| Хаг 1989. детаљи            | Штефани Шторп Западна Немачка      | 20,30                | Хелке Хартвиг Источна Немачка      | 20,03    | Ирис Плоцицка Западна Немачка     | 19,79    |
| Глазгов 1990. детаљи        | Клаудија Лош Западна Немачка       | 20,64                | Наталија Лисовска Совјетски Савез  | 20,35    | Грит Хамер Источна Немачка        | 19,34    |
| Ђенова 1992. детаљи         | Наталија Лисовска Уједињени тим    | 20,70                | Светла Синиртас Бугарска           | 20,06    | Астрид Кумбернус Немачка          | 19,37    |
| Париз 1994. детаљи          | Астрид Кумбернус Немачка           | 19,44                | Лариса Пелешенко Русија            | 19,16    | Светла Синиртас Бугарска          | 19,09    |
| Стокхолм 1996. детаљи       | Астрид Кумбернус Немачка           | 19,79                | Ирина Кудорошкина Русија           | 19,07    | Валентина Федјушина Украјина      | 18,90    |
| Валенсија 1998. детаљи      | Ирина Коржаненко Русија            | 20,25                | Вита Павлиш Украјина               | 20.00    | Кори де Брејн Холандија           | 18,97    |
| Гент 2000. детаљи           | Лариса Пелешенко Русија            | 20,15                | Надин Клајнерт Немачка             | 19,23    | Астрид Кумбернус Немачка          | 19,12    |
| Беч 2002. детаљи            | Вита Павлиш Украјина               | 19,76                | Асунта Лењанте Италија             | 18,60    | Лија Куман Холандија              | 18,53    |
| Мадрид 2005. детаљи         | Надежда Астапчук Белорусија        | 19,37                | Кристина Забавска Пољска           | 18,96    | Олга Рјабинкина Русија            | 18,83    |
| Бирмингем 2007. детаљи      | Асунта Лењанте Италија             | 18,92                | Ирина Кудорошкина Русија           | 18,50    | Олга Рјабинкина Русија            | 18,16    |
| Торино 2009. детаљи         | Петра Ламерт Немачка               | 19,66                | Денизе Хинрихс Немачка             | 19,63    | Анка Хелтне Румунија              | 18,71    |
| Париз 2011. детаљи          | Ана Авдејева Русија                | 18,70                | Кристина Шваниц Немачка            | 18,65    | Јозефина Терлецки Немачка         | 18,09    |
| Гетеборг 2013. детаљи       | Кристина Шваниц Немачка            | 19,25                | Алена Копец Белорусија             | 18,85    | Кјара Роза Италија                | 18,37    |
| Праг 2015. детаљи           | Анита Мартон Мађарска              | 19,23                | Јулија Леонтјук Белорусија         | 18,60    | Радослава Мавродијева Бугарска    | 17,83    |
| Београд 2017. детаљи        | Анита Мартон Мађарска              | 19,28                | Радослава Мавродијева Бугарска     | 18,36    | Јулија Леонтјук Белорусија        | 18,32    |
| Глазгов 2019. детаљи        | Радослава Мавродијева Бугарска     | 19.12                | Кристина Шваниц Немачка            | 19,11    | Анита Мартон Мађарска             | 19,00    |
| Торуњ 2021. детаљи          | Ориол Донгмо Португалија           | 19,34                | Фани Рос Шведска                   | 19,00    | Кристина Шваниц Немачка           | 19,11    |
| Истанбул 2023. детаљи       | Ориол Донгмо Португалија           | 19,76                | Кристина Шваниц Немачка            | 18,83    | Фани Рос Шведска                  | 18,42    |
| Апелдорн 2025. детаљи       | Џесика Шилдер Холандија            | 20,69                | Јемиси Огунлеје Немачка            | 19,56    | Ориол Донгмо Португалија          | 19,26    |
| Валенсија 2027.             |                                    |                      |                                    |          |                                   |          |

## Биланс медаља у бацању кугле у дворани за жене
Стање после ЕП 2025.
|     | Земља                |    |    |    |     |
| --- | -------------------- | -- | -- | -- | --- |
| 1.  | Чехословачка         | 8  | 3  | 1  | 12  |
| 2.  | СССР                 | 6  | 6  | 4  | 16  |
| 3.  | Источна Немачка      | 5  | 10 | 12 | 27  |
| 4.  | Немачка              | 4  | 5  | 4  | 13  |
| 5.  | Западна Немачка      | 4  | 3  | 4  | 11  |
| 6.  | Бугарска             | 3  | 4  | 4  | 11  |
| 7.  | Русија               | 3  | 3  | 2  | 8   |
| 8.  | Мађарска             | 2  | 0  | 1  | 3   |
| 8.  | Португалија          | 2  | 0  | 1  | 3   |
| 10. | Белорусија           | 1  | 2  | 1  | 4   |
| 11. | Украјина             | 1  | 1  | 1  | 3   |
| 11. | Италија              | 1  | 1  | 1  | 3   |
| 13. | Холандија            | 1  | 0  | 2  | 3   |
| 14. | Уједињени тим        | 1  | 0  | 0  | 1   |
| 15. | Пољска               | 0  | 2  | 0  | 2   |
| 16. | Шведска              | 0  | 1  | 0  | 1   |
| 17. | Румунија             | 0  | 0  | 2  | 2   |
| 18. | Уједињено Краљевство | 0  | 0  | 1  | 1   |
|     | Укупно {18}          | 42 | 42 | 42 | 126 |

|     | Атлетичарка           | Земља                           |   |   |   |    |
| --- | --------------------- | ------------------------------- | - | - | - | -- |
| 1.  | Хелена Фибингерова    | Чехословачка                    | 8 | 3 | 0 | 11 |
| 2.  | Надежда Чижова        | Совјетски Савез                 | 5 | 1 | 1 | 7  |
| 3.  | Клаудија Лош          | Западна Немачка                 | 3 | 2 | 0 | 5  |
| 4.  | Илона Слупијанек      | Источна Немачка                 | 2 | 1 | 1 | 4  |
| 5.  | Астрид Кумбернус      | Немачка                         | 2 | 0 | 2 | 4  |
| 6.  | Анита Мартон          | Мађарска                        | 2 | 0 | 1 | 3  |
| 6.  | Ориол Донгмо          | Португалија                     | 2 | 0 | 1 | 3  |
| 8.  | Кристина Шваниц       | Немачка                         | 1 | 3 | 1 | 5  |
| 9.  | Иванка Христова       | Бугарска                        | 1 | 2 | 1 | 4  |
| 10. | Маргита Гимел         | Источна Немачка                 | 1 | 2 | 0 | 3  |
| 10. | Лариса Пелешенко      | Совјетски Савез · Русија        | 1 | 2 | 0 | 3  |
| 12. | Маријане Адам         | Источна Немачка                 | 1 | 1 | 2 | 4  |
| 13. | Радослава Мавродијева | Бугарска                        | 1 | 1 | 1 | 3  |
| 14. | Наталија Лисовска     | Совјетски Савез · Уједињени тим | 1 | 1 | 0 | 2  |
| 14. | Вита Павлиш           | Украјина                        | 1 | 1 | 0 | 2  |
| 14. | Асунта Лењанте        | Италија                         | 1 | 1 | 0 | 2  |
| 17. | Марита Ланге          | Источна Немачка                 | 1 | 0 | 2 | 3  |
| 18. | Хајди Кригер          | Источна Немачка                 | 0 | 2 | 1 | 3  |
| 19. | Ирина Кудорошкина     | Русија                          | 0 | 2 | 0 | 2  |
| 20. | Антонина Иванова      | Совјетски Савез                 | 0 | 1 | 2 | 3  |
| 20. | Ева Вилмс             | Западна Немачка                 | 0 | 1 | 2 | 3  |
| 20. | Хелке Хартвиг         | Источна Немачка                 | 0 | 1 | 2 | 3  |
| 23. | Јулија Леонтјук       | Белорусија                      | 0 | 1 | 1 | 2  |
| 23. | Светла Миткова        | Бугарска                        | 0 | 1 | 1 | 2  |
| 23. | Хелма Кноршајт        | Источна Немачка                 | 0 | 1 | 1 | 2  |
| 23. | Фани Рос              | Шведска                         | 0 | 1 | 1 | 2  |
| 27. | Олга Рјабинкина       | Русија                          | 0 | 0 | 2 | 2  |